# Grubbs (Arkansas)
Grubbs es una ciudad ubicada en el condado de Jackson en el estado estadounidense de Arkansas. En el Censo de 2010 tenía una población de 386 habitantes y una densidad poblacional de 269,5 personas por km².

## Geografía
Grubbs se encuentra ubicada en las coordenadas 35°39′15″N 91°4′31″O / 35.65417, -91.07528. Según la Oficina del Censo de los Estados Unidos, Grubbs tiene una superficie total de 1.43 km², de la cual 1.43 km² corresponden a tierra firme y (0%) 0 km² es agua.

## Demografía
Según el censo de 2010, había 386 personas residiendo en Grubbs. La densidad de población era de 269,5 hab./km². De los 386 habitantes, Grubbs estaba compuesto por el 94.82% blancos, el 0.78% eran afroamericanos, el 0.52% eran amerindios, el 0% eran asiáticos, el 0% eran isleños del Pacífico, el 0.78% eran de otras razas y el 3.11% pertenecían a dos o más razas. Del total de la población el 1.3% eran hispanos o latinos de cualquier raza.